# Убертан
Убертан (фр. Aubertin) насеље је и општина у југозападној Француској у региону Аквитанија, у департману Атлантски Пиринеји која припада префектури Олорон Сен Мари.
По подацима из 2011. године у општини је живело 659 становника, а густина насељености је износила 38,4 становника/km². Општина се простире на површини од 17 km². Налази се на средњој надморској висини од 281 метар (максималној 347 m, а минималној 150 m).

## Демографија
| 1962. | 1968. | 1975. | 1982. | 1990. | 1999. | 2011. |
| ----- | ----- | ----- | ----- | ----- | ----- | ----- |
| 456   | 398   | 455   | 571   | 607   | 632   | 659   |

График промене броја становника у току последњих година